# Antoine Pinay
Antoine Pinay (ur. 30 grudnia 1891 w Saint-Symphorien-sur-Coise, zm. 13 grudnia 1994 w Saint-Chamond) – polityk francuski.

## Życiorys
Pochodził z niezamożnej rodziny. Urodził się w Saint-Symphorien-sur-Coise w departamencie Rodan. Z racji braku pieniędzy nie miał nawet matury. Przed wojną prowadził działalność biznesową. W 1936 roku po raz pierwszy wybrany deputowanym, a w roku 1929 został merem Saint-Chamond, który to urząd pełnił aż do roku 1977.
W 1940 roku głosował za przyznaniem pełni władzy marszałkowi Philippe Pétainowi, po czym wszedł w skład reżymowej namiastki parlamentu w Vichy, zachowując funkcję mera.
Po wyzwoleniu pomyślnie przeszedł mimo to proces oczyszczania kadr z kolaborantów (na jego korzyść przemawiał fakt, iż udzielał pewnej pomocy osobom prześladowanym przez gestapo). Odzyskał mandat w Zgromadzeniu Narodowym.
W roku 1952 niespodziewanie stanął na czele prawicowego rządu, który utrzymał się 10 miesięcy. Zyskał wtedy sporą popularność. Jednym z jego młodych współpracowników w owym czasie był Valéry Giscard d'Estaing. Jego gabinet upadł z końcem 1952. W roku 1958 wszedł, jako minister finansów, w skład rządu generała Charles’a de Gaulle’a. Jednakże po jakimś czasie odszedł z rządu przechodząc do opozycji.
Podczas wyborów prezydenckich w roku 1969, mimo dość podeszłego wieku (77 lat), był wymieniany jako kandydat na następcę generała. Prezydent Giscard d'Estaing po objęciu urzędu w roku 1974 mianował go na krótko koordynatorem polityki gospodarczej.
U schyłku życia z racji doświadczenia i pragmatyzmu nazywany był „mędrcem z Saint-Chamond”. Żył najdłużej ze wszystkich premierów Francji i premierów europejskich.